# Złotniki (Opole)
Pour les articles homonymes, voir Złotniki.
Złotniki est une localité polonaise du gmina de Prószków dans la voïvodie et le powiat d'Opole.